# Riserva naturale orientata Fiumedinisi e Monte Scuderi
La Riserva naturale orientata Fiumedinisi e Monte Scuderi è un'area naturale protetta istituita nel 1998 situata nei territori di Alì, Fiumedinisi, Italia, Monforte San Giorgio, Nizza di Sicilia, San Pier Niceto e Santa Lucia del Mela, comuni italiani della città metropolitana di Messina, in Sicilia.

## Storia
La riserva è stata istituita con decreto dell'assessorato regionale del territorio e dell'ambiente numero 743/44 del 10 dicembre 1998.